# Филострато

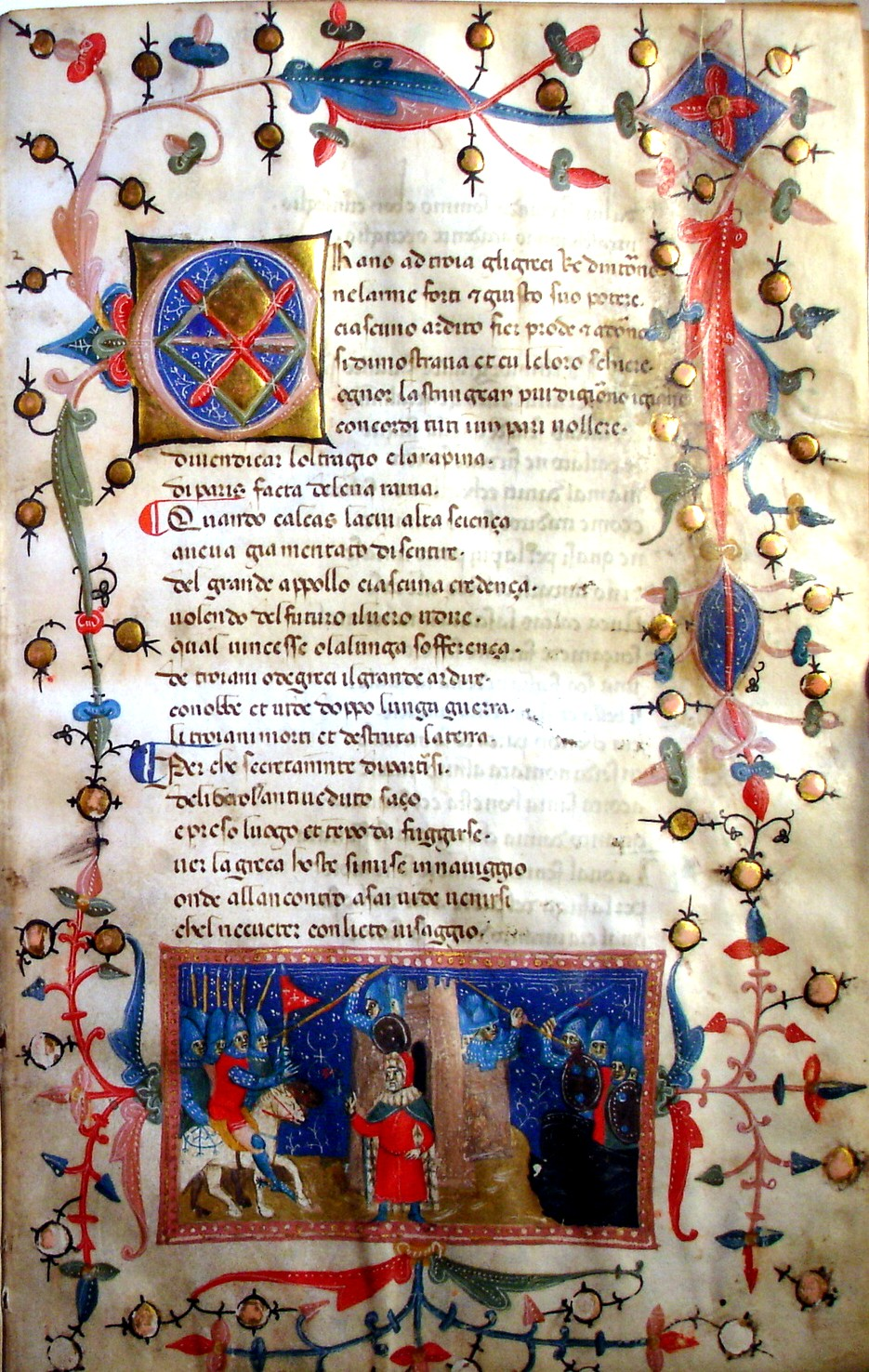

«Филостра́то» (итал. Il Filostrato) — лирическая поэма Джованни Боккаччо.

## Сюжет
Троянский царевич Троил встречает Крисеиду в святилище и влюбляется. Его друг Пандар, двоюродный брат девушки, устраивает их отношения.
Однако война их разлучает, возлюбленная Троила забывает о нём в объятиях Диомеда, и отчаявшийся Троил гибнет от руки Ахиллеса.
Сюжетные перипетии служат лишь поводом для лирической интроспекции, на которой и сосредоточен главный интерес. Внутренняя фабула, то есть движение от отчаяния невысказанной любви к блаженству взаимности и снова к отчаянию любви преданной, совершенно подавляет фабулу внешнюю.

## Влияние
«Филострато» вдохновила Чосера на поэму «Троил и Крисеида», а через него и Шекспира на пьесу «Троил и Крессида».

## На русском языке
- Джованни Боккаччо. Филострато. Роман / пер. с ит., вступ. ст. и примеч. А. Н. Триандафилиди. — СПб.: Jaromir Hladik press, 2020. — 320 с. — ISBN 978-5-6044405-2-0.